# Forty Foot Echo
Forty Foot Echo est un groupe canadien de rock, originaire de Vancouver, en Colombie-Britannique.

## Biographie

### Débuts et succès (2001-2004)
Les origines de Forty Foot Echo remontent à l'ancien groupe du chanteur Murray Yates, Templar, séparé en novembre 2001. Bien que sans groupe, ni label, Yates continue d'écrire de lui-même des chansons. Entretemps, il s'associe avec le producteur canadien Joey Moi. Yates parvient à attirer l'intérêt du label Hollywood Records auquel il signe grâce à ses démos. En signant, Yates devait former un groupe dans lequel il recrute les guitaristes Pete Thorn et Eric Schraeder, le bassiste Miguel Sanchez, et le batteur Rob Kurzreiter.
Ensemble, ils commencent à écrire un nouvel album durant l'année 2002. Avec Moi, le groupe s'associe également avec le producteur Jim Wirt, et avec Tom Lord-Alge qui mixera l'album. Il en résulte ainsi l'album Forty Foot Echo, publié en 2003. Deux singles sont extraits de l'album, Save Me et Brand New Day, qui seront diffusés en continu sur des chaines comme Much Music. Brand New Day fait aussi partie de la bande-son du film Freaky Friday. La chanson atteint la 19e place du Billboard 200 et est certifié disque d'or par la RIAA, avec plus de 500 000 exemplaires vendus. Hormis cette chanson, Drift est utilisée pour le film The Prince and Me et sa bande-son en 2004 ; la chanson Beside Me est incluse dans le premier épisode de la série télévisée  Les Frères Scott. Malgré ce succès et l'engouement médiatique qui l'accompagne, des coupes budgétaires et un manque de soutien en tournée mènent le groupe à se séparer de Hollywood Records en 2004.

### Parcours indépendant (2005-present)
Malgré la perte d'un autre label, Yates décide de continuer avec Forty Foot Echo, sans aucun des premiers membres. Schraeder, particulièrement, deviendra guitariste du groupe The Veer Union enregistrant leur premier album, Time to Break the Spell. Yates continue de travailler avec Kurzwreiter dans un petit projet parallèle appelé Caught Crimson, mais finit par assembler un nouveau groupe pour enregistrer un deuxième album sous son propre label, Echoman Records en 2007, intitulé Aftershock. N'ayant pas marqué les esprits avec cet album, le groupe se met en pause en 2012 Yates ayant décidé de rééditer Aftershock. Pour plusieurs raisons artistiques et politiques, Yates souhaitait refaire la chanson-titre.
En septembre 2014, le groupe publie la chanson Take Back Revolution. En janvier 2015, le groupe annonce son intention de publier un EP en 2015, mais qui ne verra jamais le jour jusque-là.

## Membres

### Membres actuels
- Murray Yates - chant
- Mark Watson - guitare, chœurs
- David Kanderka - basse, chœurs
- Ricardo Viana - batterie

### Anciens membres
- Peter Thorn - guitare solo, chœurs
- Eric Schraeder - guitare rythmique, chœurs
- Mike Sanchez - basse
- Rob Kurzreiter - batterie

## Discographie
- 2003 : Forty Foot Echo
- 2007 : Aftershock
- 2013 : Returning